# Исайканы
Исайканы (Исанканы, рум. Isăicani, Исэйкань) — село в Ниспоренском районе Молдавии. Наряду с сёлами Валя-Трестиень, Луминица, Одобешты и Селиштень входит в состав коммуны Валя-Трестиень.

## География
Село расположено на высоте 87 метров над уровнем моря.

## Население
По данным переписи населения 2004 года, в селе Исэйкань проживает 794 человека (390 мужчин, 404 женщины).
Этнический состав села:
| Национальность | Число жителей | Процентный состав |
| -------------- | ------------- | ----------------- |
| молдаване      | 790           | 99.5              |
| русские        | 2             | 0.25              |
| украинцы       | 1             | 0.13              |
| румыны         | 1             | 0.13              |
| Всего          | 794           | 100%              |